# Coloni FC188
La Coloni FC188 è una monoposto di Formula 1, costruita dalla scuderia italiana Coloni per partecipare al campionato mondiale di Formula 1 1988.

## Sviluppo
Progettato da Roberto Ori, era molto simile alla precedente FC187 che andava a sostituire. Per il Gran Premio d'Italia 1988, fu introdotta una versione aggiornata, la Coloni FC188B.

## Carriera agonistica
La vettura venne impiegata dal team umbro per tutte legare della stagione 1988 e per le prime 5 del 1989. Nella prima stagione riiuscì a qualificarsi in 8 gare, ottenendo come miglior piazzamento un 9° posto al GP del Messico.

## Risultati sportivi
| Anno | Team       | Motore                  | Gomme | Piloti            |     |     |     |    |   |     |     |     |     |    |     |    |    |     |     |    | Punti | Pos. |
| ---- | ---------- | ----------------------- | ----- | ----------------- | --- | --- | --- | -- | - | --- | --- | --- | --- | -- | --- | -- | -- | --- | --- | -- | ----- | ---- |
| 1988 | Coloni Spa | Ford-Coswort DFZ 3.5 V8 | G     | Gabriele Tarquini | Rit | Rit | Rit | 14 | 8 | NPQ | NPQ | NPQ | NPQ | 13 | Rit | NQ | 11 | NPQ | NPQ | NQ |       |      |

| Anno | Team       | Motore                   | Gomme | Piloti                |     |     |     |     |     |  |  |  |  |  |  |  |  |  |  |  | Punti | Pos. |
| ---- | ---------- | ------------------------ | ----- | --------------------- | --- | --- | --- | --- | --- |  |  |  |  |  |  |  |  |  |  |  | ----- | ---- |
| 1989 | Coloni Spa | Ford-Cosworth DFR 3.5 V8 | P     | Roberto Moreno        | NQ  | NQ  | Rit | NQ  | NQ  |  |  |  |  |  |  |  |  |  |  |  | 0     | 0º   |
| 1989 | Coloni Spa | Ford-Cosworth DFR 3.5 V8 | P     | Pierre-Henri Raphanel | NPQ | NPQ | Rit | NPQ | NPQ |  |  |  |  |  |  |  |  |  |  |  | 0     | 0º   |